# Nymphicula xanthobathra
Nymphicula xanthobathra là một loài bướm đêm trong họ Crambidae.